# 出初式

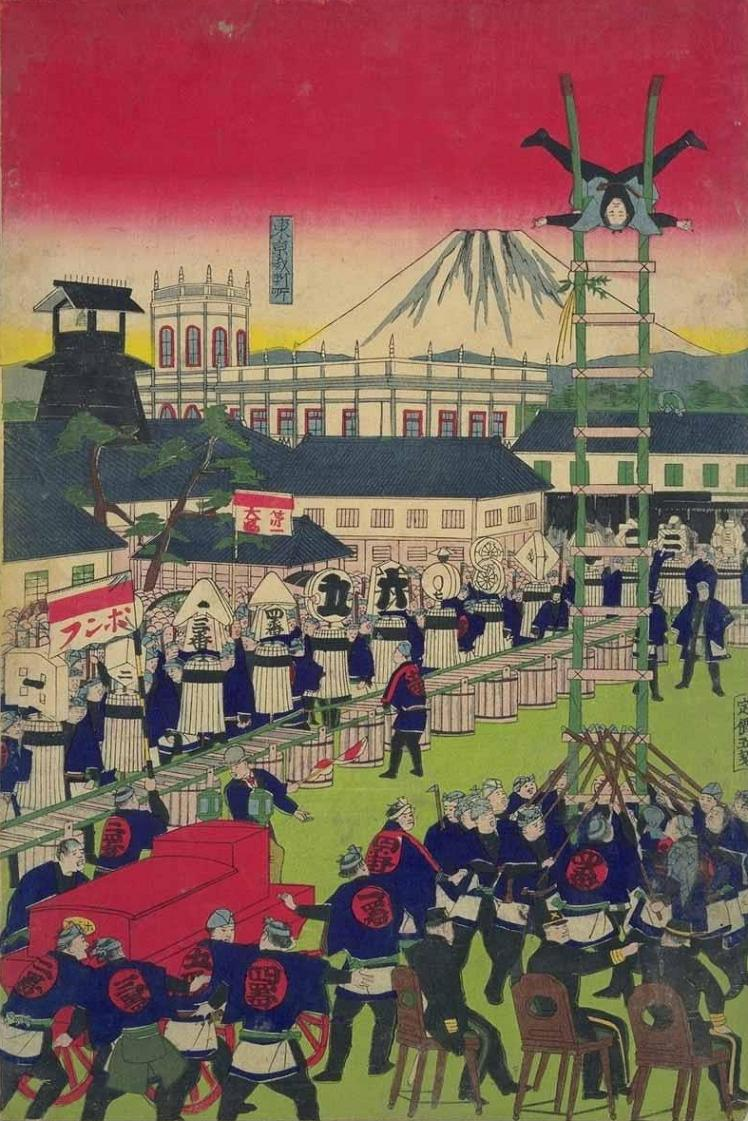
東京名所八代洲町警視庁火消出初梯子乗之図（部分）、歌川広重（3代目）、明治8年（1875年）の出初式を描いた錦絵

出初式（でぞめしき、出初め式）とは、日本の消防が1月初旬に行う仕事始めの行事である。消防出初式（消防出初め式）とも呼ばれる。新春恒例行事の一つであり、「出初式」は新年の季語となっている。
同種のものとして、警察の「年頭視閲式」（警視庁では「年頭部隊出動訓練」）、皇宮警察では皇居で「年頭視閲式」がある。
伊勢神宮の神宮消防組（自衛消防隊）では出初式を「ではじめしき」と呼ぶ。

## 概要
出初式の起源は江戸時代の火消による出初（でぞめ）・初出（はつで）であり、現代では消防吏員、消防団員などの消防関係者によって行われる。主催については、各市町村ごとや消防本部ごとなど地域によってさまざまである。江戸時代から明治時代にかけては1月4日に行われていたが、現代では1月6日の開催が恒例である。
出初式では一斉放水・避難救助などの消防演習、梯子乗り・木遣り歌など伝統技能の披露、消防団・消防車のパレード、消防職員・消防団員・消防功労者に対する表彰などが行われ、そのほか地域によってさまざまな行事が行われる。

## 歴史
出初式の歴史は江戸時代の万治2年1月4日（1659年2月25日）、江戸の上野東照宮で定火消によって行われた出初がはじまりと伝えられる。明治維新後、明治8年（1875年）1月4日に第一回東京警視庁消防出初式が行われ明治32年（1899年）には「消防出初式順序」が制定された。昭和4年（1929年）1月6日には昭和天皇臨席のもと、特設消防隊と全国消防組の親閲式が行われている。

### 武家火消による出初
江戸時代の江戸では火事が頻発したため（江戸の火事）、江戸幕府によって消防組織である火消が制度化されていった。まず制度化されたのは武士による火消（武家火消）であり寛永20年（1643年）、大名に課役として消防を命じた大名火消が制度化された。しかし明暦3年（1657年）に発生した明暦の大火では火勢を食い止めることが出来ず江戸城天守閣を含む江戸の大半が焼失、3万人から10万人と推計される犠牲者を出し江戸の歴史上最大の被害となった。
そのため明暦の大火翌年の万治元年（1658年）、幕府直轄の新たな消防組織として定火消が制度化された。4000石以上の旗本から4名（秋山正房・近藤用将・内藤政吉・町野幸宣）が選ばれ、臥煙（がえん）と呼ばれる火消人足とともに火消屋敷（消防署の原型）に居住し消防活動を担当することとなった。翌万治2年1月4日（1659年2月25日）、老中・稲葉正則に率いられた定火消4組が上野東照宮に集結し気勢をあげた。この行動は出初と呼ばれ、明暦の大火後の復興作業に苦しんでいた江戸の住人に対し大きな希望と信頼を与えた。
以降、毎年1月4日に上野東照宮で定火消による出初が行われるようになり次第に儀式化していった。出初は大名火消によっても行われ、派手な装束と勇壮な活躍で知られた加賀鳶の出初では梯子の曲乗りが衆目を集めた。

### 町火消による初出
享保3年（1718年）、南町奉行の大岡忠相が主導し町人による消防組織である町火消が制度化された。享保5年（1720年）には江戸の町を20-30町ごとに分けて1組とし、隅田川から西を担当する「いろは組」47組（のちに1組増加して「いろは四十八組」となる）と、東の本所・深川を担当する16組の火消組合が設けられた。
町奉行の支配下におかれ町人地の消防を担当するために設けられた町火消であったがその能力が認められるに従って活動範囲を拡大し、武家地をはじめ米蔵・橋梁などの重要地の消防が命じられ江戸城の火事にも出動するようになった。武士による火消に遅れて誕生した町火消にも新年に定火消が行っていた出初の風習が伝わり、これに倣って仕事始めの儀式が行われた。武家火消の出初に対し、町火消の行った仕事始めの行事は区別のために文字を引っ繰り返して初出と称している。
町火消は毎年1月4日にそれぞれの組を象徴する纏（まとい）を掲げて組内の町を練り歩き、梯子乗りや木遣り歌を披露した。

### 消防組による出初式
明治元年（1868年）、新政府によって武家火消はすべて廃止され代わりの消防組織として火災防御隊が設けられた。町火消は町奉行所に代わって市政裁判所に所属することになる。しかし火災防御隊は翌年に廃止され、町火消の所属も明治7年（1874年）にかけて東京府・司法省・内務省と次々に変更され東京府所属時の明治5年（1872年）には従来の町火消から消防組39組へと改められた。この間、出初式は各組ごとの町内で行われ組織として統一された出初式は行われなかった。
明治7年（1874年）、東京警視庁が設けられ消防組は東京警視庁安寧課消防掛の所属となった。翌明治8年（1875年）1月4日、すべての消防組が八代洲町の東京警視庁練兵場に集結し第1回東京警視庁消防出初式が行われた。出初式の様子は3代目歌川広重により錦絵となり、纏を持って整列する消防組の姿・赤く塗られた消防ポンプ・梯子乗りの披露などが描かれている。この出初式が、現在行われている東京消防出初式（東京消防庁主催）の前身である。第2回となる明治9年（1876年）1月4日の出初式は、御所御車寄せの広場にて開催され明治天皇が臨席。以降も毎年1月4日に出初式が開催されていった。
明治13年（1880年）、東京消防庁の前身となる消防本部が誕生。明治27年（1894年）2月9日には消防組規則が制定されそれまでは各市町村の条例により、あるいは私的に設けられていた日本各地の消防組織に代わり警察署長が監督する官設消防組が全国的に組織されることとなった。明治32年（1899年）、消防出初式順序が制定され慣例で行われていた出初式に警視庁訓令による規定が設けられた。その第一条は、「消防出初式ハ毎年一月四日之ヲ挙行ス。但シ当日雨雪ニ際スルトキハ同月六日トシ、尚当日雨雪ナルハ之ヲ行ハス」であった。
東京での出初式は大正5年（1916年）から1月6日の開催となった。昭和4年（1929年）1月6日の出初式は宮城前広場（現在の皇居前広場）に特設消防隊と全国消防組が集結し、昭和天皇臨席のもとに親閲式として行われている。昭和14年（1939年）、現在の消防団の前身となる警防団が誕生。警防団は戦争に備えて防空や水火消防を担当することとなり、消防組は警防団に吸収されてその役割を終えた。東京での出初式は昭和15年（1940年）から帝都消防検閲式と改称され、1月15日に代々木練兵場で開催されることとなった。帝都消防検閲式は模擬火災に焼夷弾を使用するなど、戦時色が濃厚であった。昭和20年・21年（1945年・46年）の出初式は戦争の影響で行われず戦後初となる出初式は名称を帝都消防出初式と改め、昭和22年（1947年）1月15日に開催された。

### 自治体消防による出初式
昭和22年（1947年）4月30日、消防団令により警防団が廃止され各市町村が任意に設置する消防団が誕生した。昭和23年（1948年）3月7日、消防組織法と消防法が制定され消防は警察から独立して市町村が管理する自治体消防が誕生、消防機関は常備消防である消防本部と非常備消防である消防団の2種類となった。東京では消防本部として東京消防庁が誕生し、翌年1月15日には東京消防出初式が開催された。東京消防出初式は昭和28年（1953年）から1月6日の開催となり開催場所を皇居前広場、明治神宮外苑、晴海埠頭、東京ビッグサイトと変更しながら現在は東京ビッグサイトにて毎年1月6日に行われている。

## 式次第
現代の出初式の例示として、平成21年（2009年）1月6日に開催された「平成21年東京消防出初式」の式次第をあげる。
主催の東京消防庁は東京都庁の内部機関で年間予算額は約2500億円、約18000人の職員が消防防災業務に従事する日本最大規模の消防本部である。出初式は「広げよう地域の連携 高めよう防災力」をテーマとし東京ビッグサイトにて開催され、その様子はNHK総合テレビにより放映された。
- 開式宣言
- 国旗掲揚
- 消防総監 訓示
- 東京都知事 告辞
- 来賓 祝辞
- 東京消防歌斉唱及び部隊検閲
- 表彰
- 音楽隊演奏
- 小隊操練
- がんばれ消防応援団紹介
- 消防少年団 祝賀パレード
- 徒列部隊等（＝特別救助隊・特別高度救助隊・山岳救助隊） 分列行進
- 機械部隊（＝消防車）分列行進 [12]
- 江戸消防記念会 木遣行進並びにはしご乗り
- 消防演技 [13]
- はしご隊演技並びに一斉放水演技
- 国旗降納
- 閉式宣言

## ギャラリー

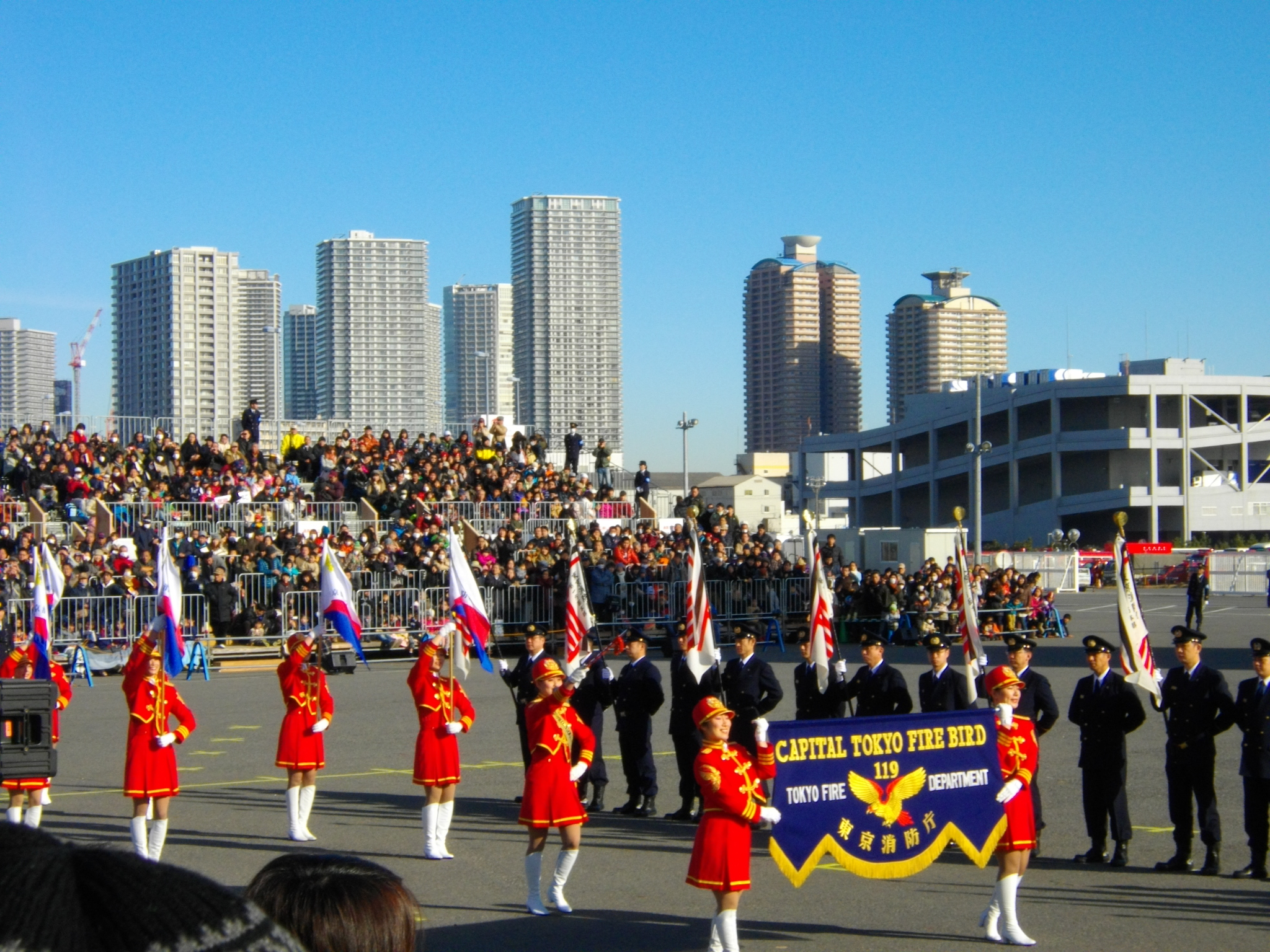
消防音楽隊による行進（東京消防庁）
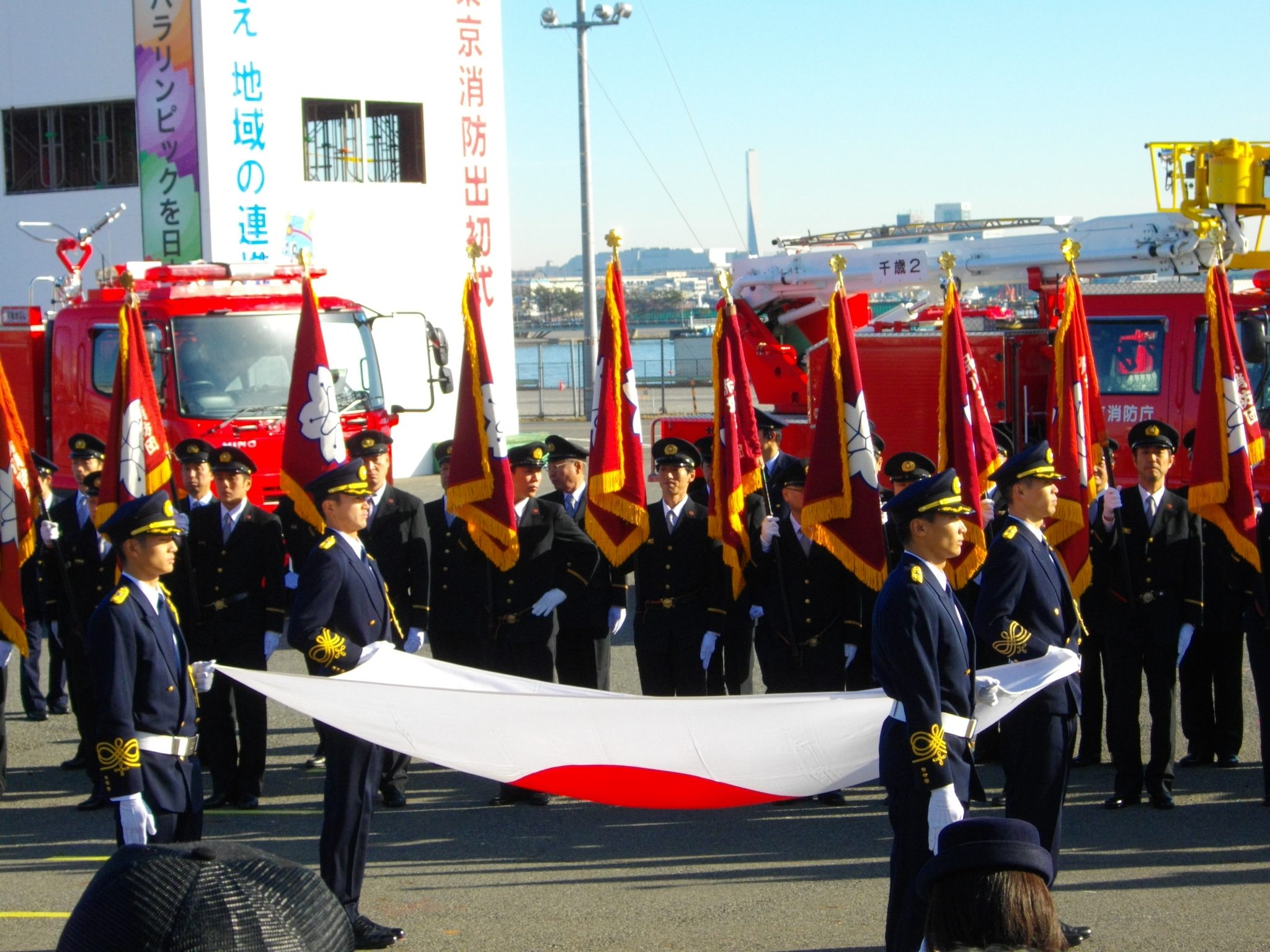
東京消防庁
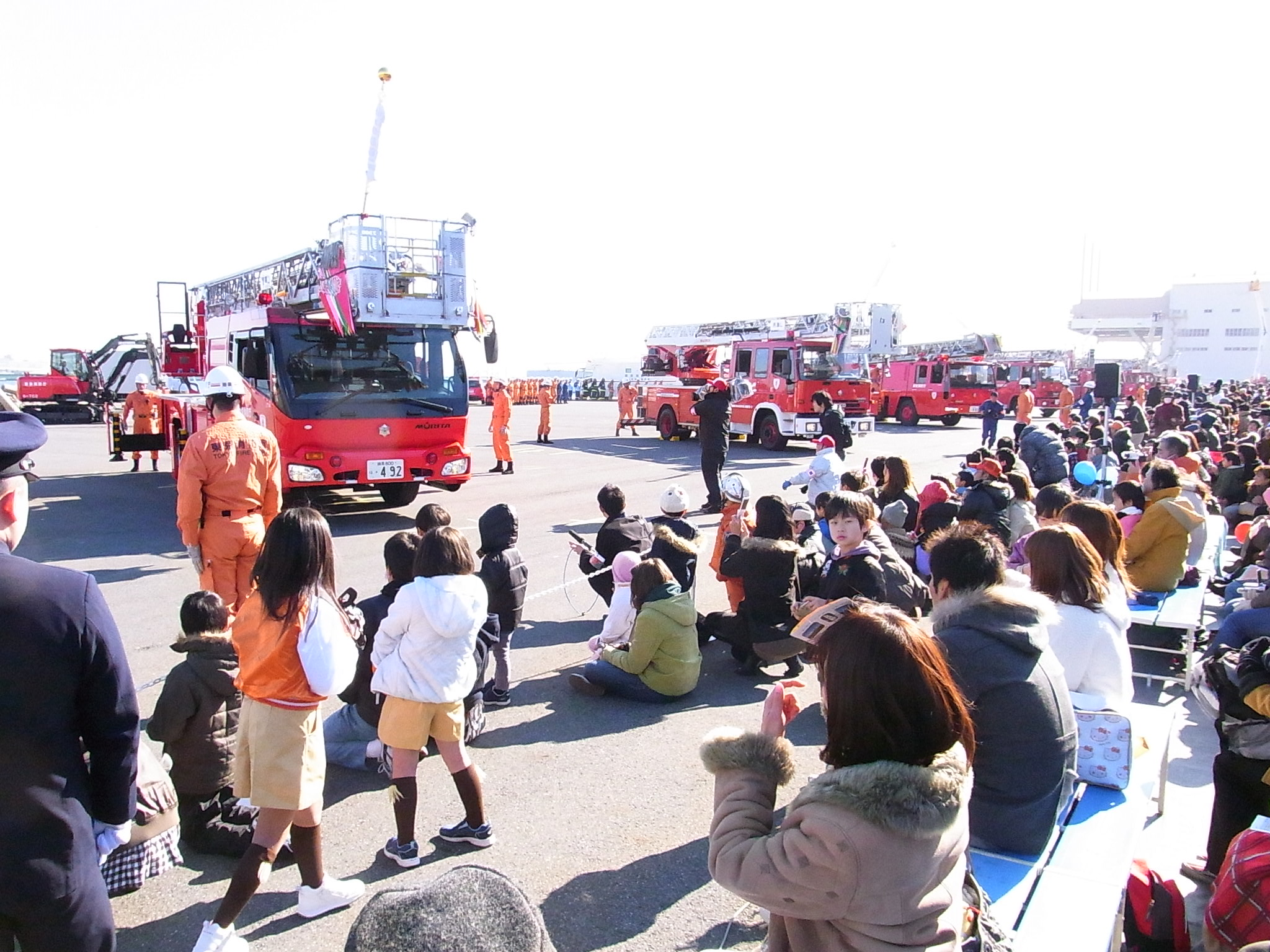
東京消防出初式（2010年1月6日撮影）
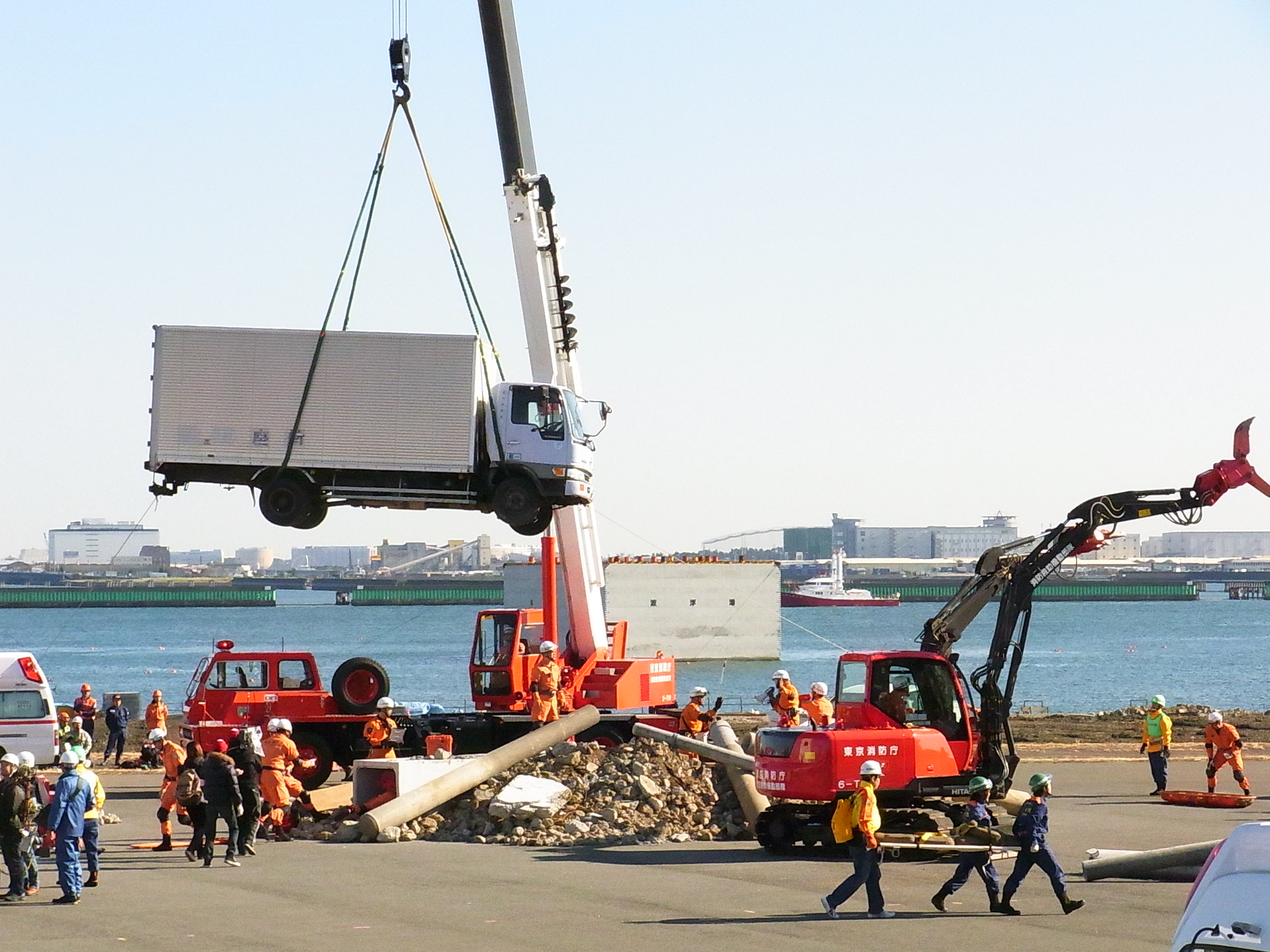
東京消防出初式（2010年1月6日撮影）
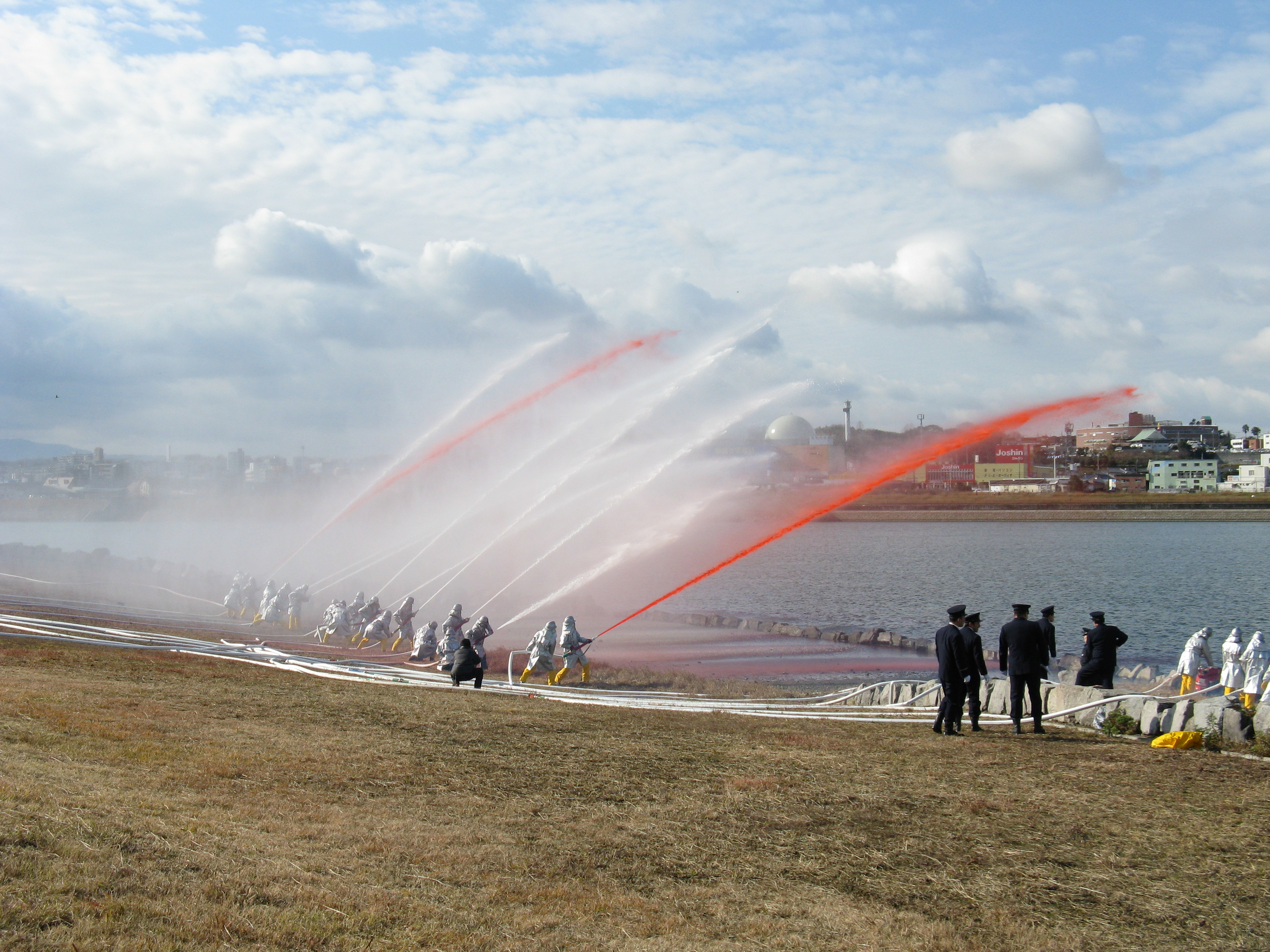
一斉放水（大阪狭山市消防本部）
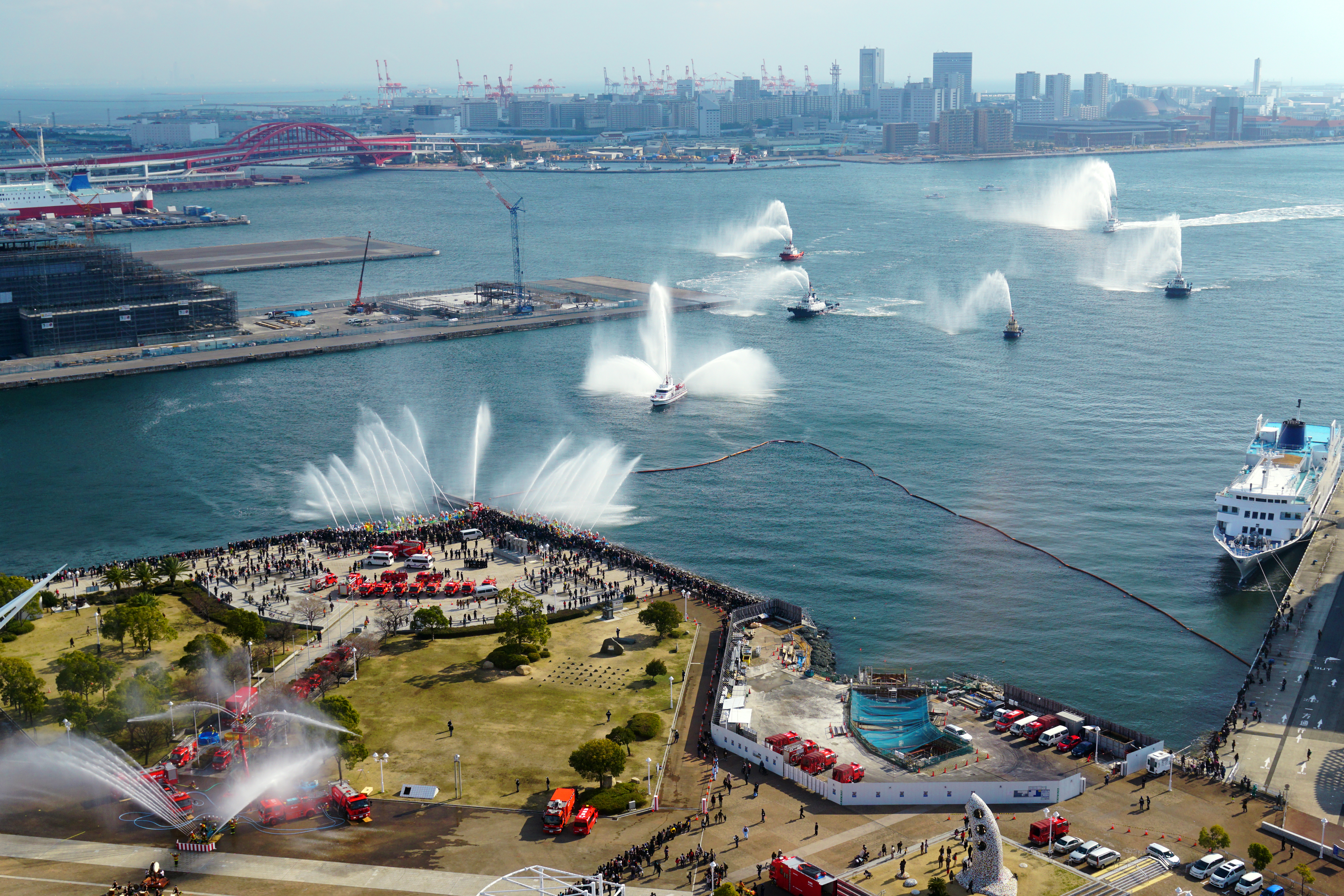
一斉放水（神戸市消防局）
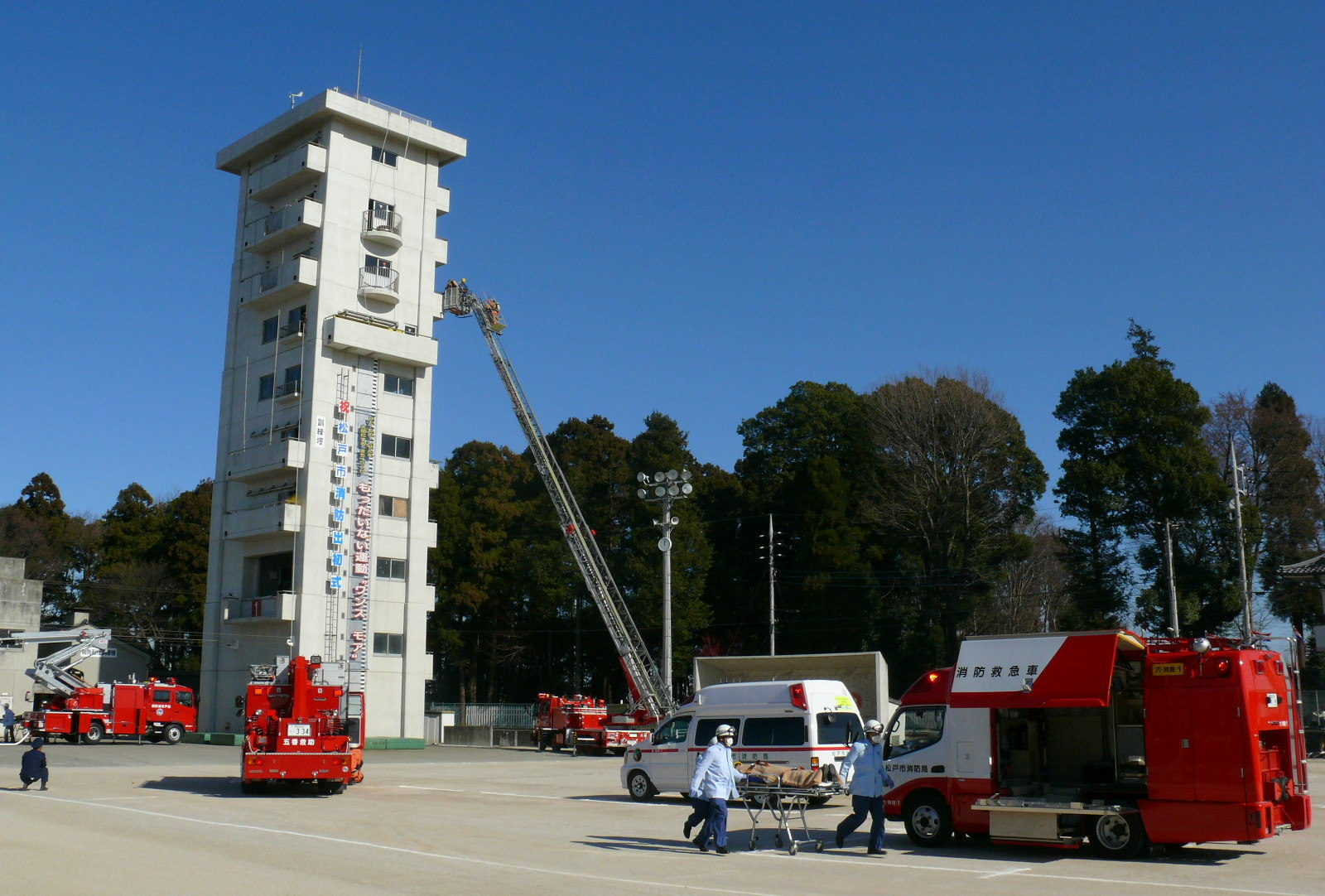
災害を想定した消防演習（松戸市消防局）
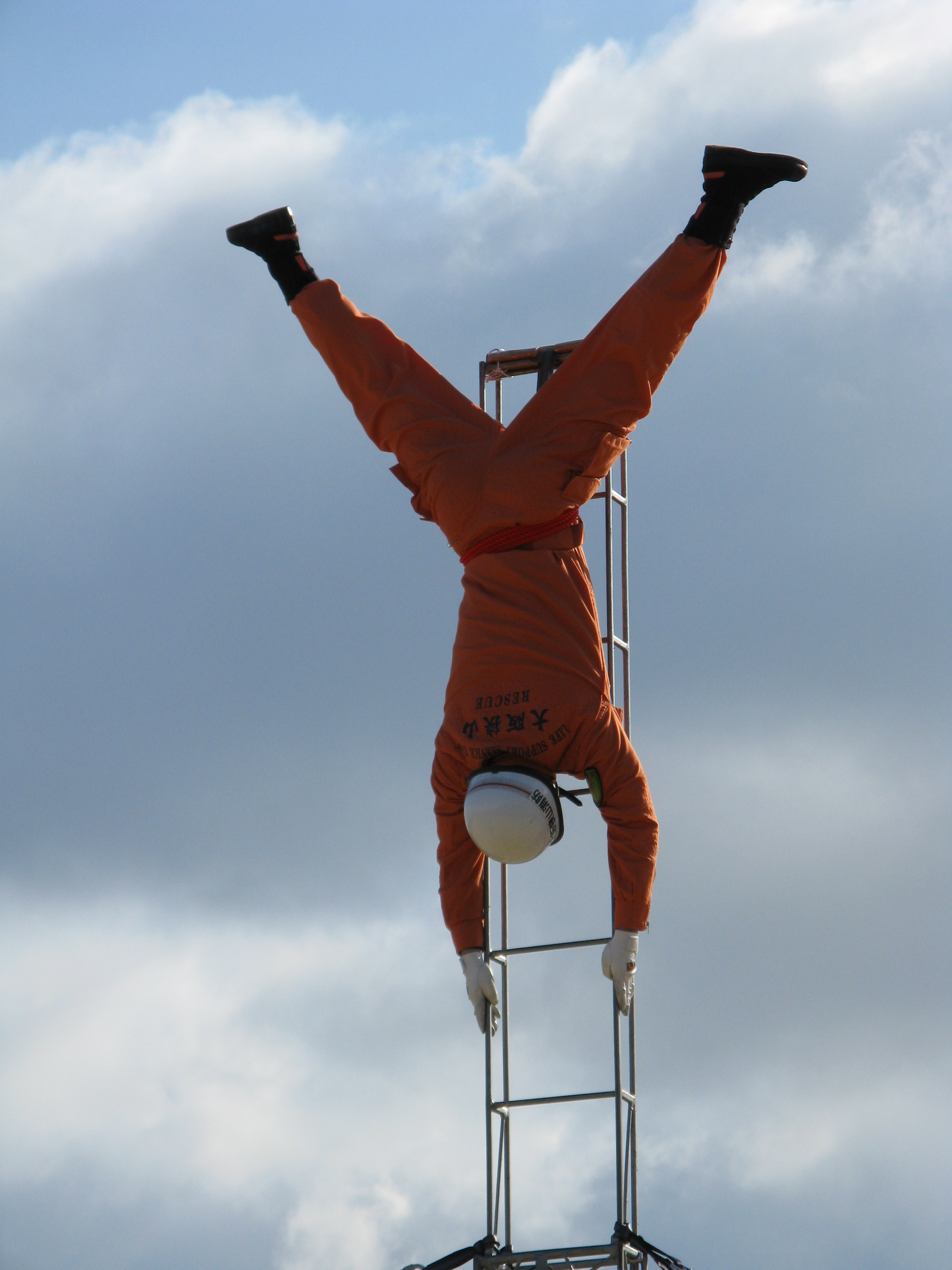
特別救助隊員による梯子乗りの披露（大阪狭山市消防本部、平成20年（2008年））
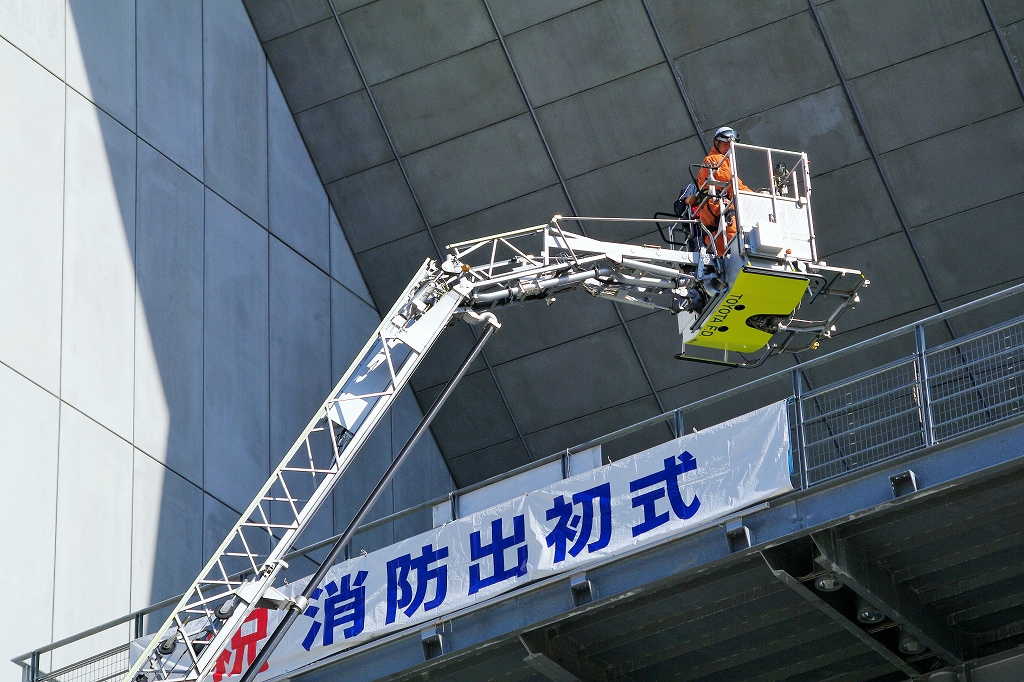
はしご車による訓練（豊田市消防本部）
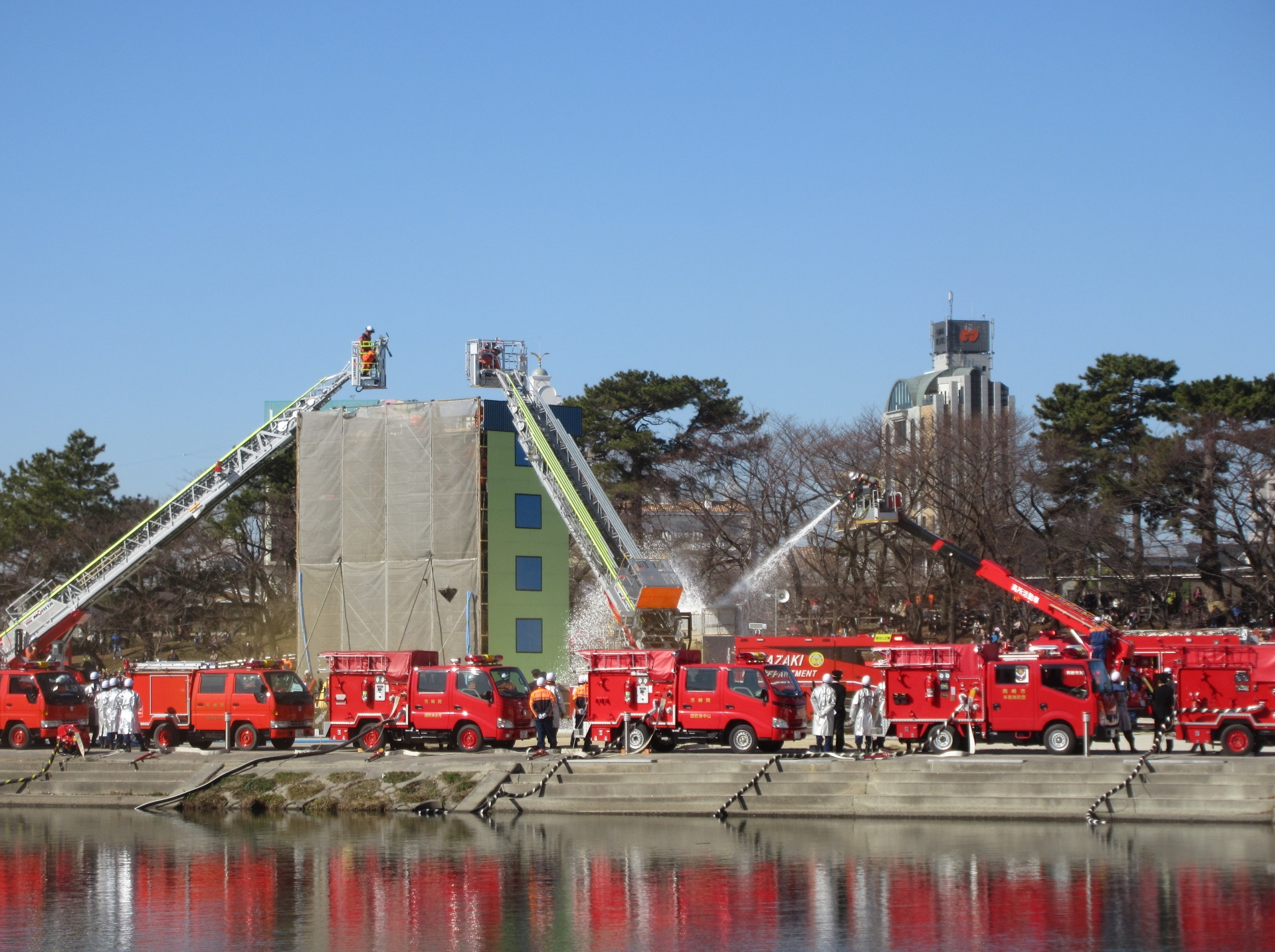
乙川河川敷で行われる消防演習（岡崎市消防本部）